# Lothar Gellert
Lothar Gellert (* 15. September 1957 in Göttingen) ist ein deutscher Rechtswissenschaftler und Hochschullehrer.

## Leben
Lothar Gellert studierte von 1976 bis 1981 Rechtswissenschaften an der Universität Göttingen und absolvierte sein Rechtsreferendariat in Göttingen, Hannover, Celle und Lüneburg. Seine Promotion erfolgte 2003 an der Universität Münster mit der Dissertation „Zollkodex und Abgabenordnung. Analyse über das Verhältnis der Vorschriften der Abgabenordnung zu den Vorschriften des Zollkodexes der Europäischen Gemeinschaft“. 
Gellert war von 1986 bis 1991 als selbstständiger Rechtsanwalt in Göttingen tätig mit den Schwerpunkten Ausländerrecht, Zivilrecht und Strafrecht. Anschließend war er als Verwaltungsjurist (Referent) bei der Oberfinanzdirektion in Hannover tätig und leitete dort bis Ende 1991 ein Personalreferat. Danach wechselte er an das Bundesfinanzministerium (BMF) in Bonn. Dort wirkte er zunächst in der Zollabteilung im Marktordnungsreferat, ab 2001 als stellvertretender Referatsleiter im Fachbereich des Zollrechtes und ab 2001 als  stellvertretender Referatsleiter im Zolltarifreferat.
Von 2005 bis 2007 war Gellert als „Entsandter Nationaler Experte“ in der Generaldirektion des Europäischen Amtes für Betrugsbekämpfung (OLAF) für das Bundesfinanzministerium tätig und arbeitete anschließend wieder in einem Referat des BMF im Bereich des Zollrechtes. In der Zeit von 2009 bis 2011 wurde er als Nationaler Experte an die Generaldirektion Steuern und Zollunion (TAXUD) entsandt.
Gellert lehrte seit 2011 als Dozent und seit 2012 bis zu seiner Pensionierung im Jahr 2023 als Professor am Fachbereich Finanzen der Hochschule des Bundes für öffentliche Verwaltung in Münster.

## Wissenschaftliche Schwerpunkte
Gellerts Schwerpunkte liegen im Bereich des Öffentlichen Rechtes (Zollrecht, Zolltarifrecht und Verwaltungsrecht).

## Veröffentlichungen (Auswahl)
- Zollkodex und Abgabenordnung. Analyse über das Verhältnis der Vorschriften der Abgabenordnung zu den Vorschriften des Zollkodexes der Europäischen Gemeinschaft, Mendel Verlag, Aachen 2003, ISBN 3-930670-80-1.
- Einfuhrabgaben nach dem Zollkodex der Europäischen Union (UZK). Erlass und Erstattung von unionsrechtlich geschuldeten Abgaben, Verlag Österreich, Wien 2017, ISBN 978-3-7046-5271-3
- mit Thomas Weiß: UZK kompakt & praxisnah strukturiert. Unionszollkodex, Durchführungsverordnung, Delegierte Verordnung, Übergangsbestimmungen in systematischer Darstellung, 2. Auflage, Reguvis-Verlag Köln 2019, ISBN  978-3-8462-0878-6.
- mit Gerold Teibinger et al.: Praxis-Kommentar „Der Unionszollkodex“ (UZK), Kitzler-Verlag, Wien 2016, Loseblattsammlung, ISBN 978-3-902586-75-9
- Einführung in das Zollrecht unter Berücksichtigung deutscher Bestimmungen. Kitzler-Verlag, Wien 2021, ISBN 978-3-902586-91-9
- als Hrsg. mit Stefanie Schick, Dirk Stoppel: Zollkodex der Europäischen Union (UZK) - Ein Erläuterungswerk für den Praktiker, Reguvis-Verlag Köln, Loseblattsammlung, ISBN 978-3-88784-443-1
- Zolltarifrecht – Aufbauschemata, 3. Auflage, Mendel Verlag, ISBN 978-3-943011-68-5

## Auszeichnungen (Auswahl)
- Ehrendoktorwürde  und Ehrenprofessur der Universität für Zoll und Finanzen in Dnipropetrowsk (Ukraine)[5][6]
- Order of the Knights of Rizal (Als staatlicher tragbarer Orden der Philippinen liegt die Tragegenehmigung des Bundespräsidenten nach dem Ordensgesetz vor.)
- Kentucky Colonel, Auszeichnung des Staates Kentucky/USA
- Arkansas Traveler, Auszeichnung des Staates Arkansas/USA
- Großmeister des Deutschen Ritter-Ordens St. Peter & Paul[7][8]
- Knight Commander of the Order of St. George[9]
- Mitglied der Royal Society of St. George
- Ritter des St. Michael Ritter-Orden Wien
- Generalbevollmächtigter emeritus der Internationalen Lazarus Union[10]
- Komtur Weser-Ems des Hospitalischen Ritterordens des Hl Lazarus von Jerusalem
- Knight Commander of the Order of St. Joachim
- als Sir Lothar Gellert Knight of Rizal
- Mitglied der Flamme des Friedens/Flame of Peace[11][12][13][14]